# Anemia coccinea
Anemia coccinea là một loài dương xỉ trong họ Anemiaceae. Loài này được Loudon mô tả khoa học đầu tiên năm 1850.